# Lega dell'Alxa
La Lega dell'Alxa (in mongolo tradizionale ᠠᠯᠠᠱᠠᠨ
ᠠᠶᠢᠮᠠᠭ, Alaša ayimaɣ; in mongolo Алшаа аймаг, Alšaa ajmag; in cinese 阿拉善盟; in pinyin Ālāshàn Méng) è una delle 12 prefetture e delle 3 leghe della Mongolia Interna. La lega confina a nord con la Mongolia, a nord-est con il Bayan Nur, ad est con il Wuhai e l'Ordos, a sud-est con la Ningxia e a sud ed ovest con il Gansu. La capitale è Bayan Hot (vecchio nome 定远营 Dingyuanying).

## Società

### Evoluzione demografica
Nel censimento del 2000 c'erano 196 279 abitanti. L'Alxa è la regione della Mongolia Interna meno popolata.
| Gruppo etnico | Abitanti | Percentuale |
| ------------- | -------- | ----------- |
| Han           | 140 900  | 71,79%      |
| Mongoli       | 44 630   | 22,74%      |
| Hui           | 9 331    | 4,75%       |
| Manciù        | 952      | 0,49%       |
| Tibetani      | 146      | 0,07%       |
| Tu            | 68       | 0,03%       |
| Daur          | 67       | 0,03%       |
| Altri         | 185      | 0,09%       |

## Geografia antropica

### Suddivisioni amministrative
L'Alxa è divisa in tre bandiere:
- Bandiera sinistra di Alxa (阿拉善左旗), 80412 km², ∼140 000 abitanti (2004), centro amministrativo: Bayan Hot (巴彦浩特镇);
- Bandiera destra di Alxa (阿拉善右旗), 72556 km², ∼20 000 abitanti (2004), centro amministrativo: Ehen Hudug (额肯呼都格镇);
- Bandiera di Ejin (额济纳旗), 114606 km², ∼20 000 abitanti (2004), centro amministrativo: Dalai Hub (达来呼布镇).